# Леополд Бранислав Абафи
Леополд Бранислав Абафи (svk. Leopold Branislav Abafi; псеудоними: R., Rovinov, Br. Rovinov, Branko Rovinov; Словачки Арадац, 18. фебруар 1827 — Словачки Арадац, 27. фебруар 1883) био је словачки евангелистички свештеник, публициста, књижевник и културни радник.

## Биографија

### Породица
Потиче из племићке породице Абафи из Ораве. Његов отац је био евангелистички свештеник Данијел Абафи, а мајка Каролина, ћерка Јураја Рохоња. Имао је два брата и сестру. 
Године 1852. оженио се Аном Колењи са којом је имао десеторо деце. Троје је умрло у детињству, а син Кирил изненада током студија у Ревуци. Синови Микулаш и Јан Бохуслав били су евангелистички свештеници на Доњој земљи. Ћерка Јармила се у Словачкој удала за Михала Бодицког, свештеника из Понделка, касније професора теологије, Марија (понекад се помиње као Марина) била је супруга Јозефа Колењија, евангелистичког учитеља у Арадцу, Милина се удала за учитеља Бренера у Новој Пазови, а пензију су провели у Обершицену, у Бургенланду (Аустрија).

### Образовање
Народну евангелистичку школу завршио је у родном месту, а ниже разреде гимназије похађао је у Сарвашу и Великом Бечкереку. На студијама филозофије у Љевочи се кратко задржава, убрзо прелази на Правну академију у Прешову, да би на крају студирао теологију на Евангелистичком лицеју у Братислави.

### Револуција 1848-1849. године
Активно је учествовао у револуционарном покрету 1848-1849. године. Тих година блиско сарађује са Јозефом Милославом Хурбаном, Михалом Милославом Хоџом и Људевитом Штуром. Био је и учесник Првог свесловенског конгреса у Прагу 1848. године. Под утицајем Штурове идеологије узео је средње име Бранислав. Био је и капетан чете словачких добровољаца током револуције. Након револуције постављен је за поджупана Њитранске жупаније. На тој функцији провео је три године (1849—1852).

### Свештеник
За евангелистичког свештеника посвећен је 1. септембра 1854. у Брезну. По смрти оца 1855. постао је свештеник у Арадцу.

### Књижевни рад
Књижевношћу је почео да се бави за време студија у Љевочи. Био је активан члан словачких студентских друштава. Своје песме, драме и прозу објављивао је у часопису Sokol, рукописном забавнику Život и алманаху (годишњаку) Lipa. После 1875. године посветио се искључиво верској тематици. Бавио се и преводилаштвом - са словачког на мађарски и са немачког на словачки. Најзначајнији превод са немачког је катехизам евангелистичког теолога Хајнриха Вендела - Výklad malého katechismu Dr. Martina Luthera dle Wendela pro slovenské evanj. školy, штампан у Пешти 1870. године.

### Публициста
Био је један од најактивнијих дописника из Војводине словачких политичких новина Pešťbudínske vedomosti. У овом листу је објављивао чланке, некрологе, политичке коментаре и друго. Сарађивао је и у часопису за привреду, занатство и домаћинство Slovenský obzor где је публиковао чланке о утицају климатских услова на пољопривреду.

### Арадац
Велики део живота провео је као свештеник у Арадцу. Поред духовног живота, допринео је и културном и народном животу Словака у селу, али и целог Банату. У Арадцу је основао Читалачко друштво (1863), Црквену библиотеку (1866) и уређивао часопис Slovo života (1881-1882). Арадачки евангелисти чувају спомен на Абафија. Приликом јубилеја организују тематске вечери и богослужења посвећена животу и раду Абафија. Таквих јубилеја за сада је било три: 1983. године (100. годишњица смрти, када је у цркви постављена спомен-плоча), 1993. (110. годишњица смрти) и 2013. (130. годишњица смрти).

### Проза
- Na rákosí (1863), приповетка о Словацима са Доње земље
- Tri hroby (1864), новела о разбојницима

### Драма
- Bozkovci, драматизација дела Јана Калинчјака

### Поезија
- Pomnenka na slavjanskou besedu 1848 (1848), збирка песама

### Дела са религијском тематиком
- Ježiš a Zacheus, alebo opravdove obrácenie sa (1874)
- Tým miernym (1875), чланак објављен у евангеличком листу Cirkevné Listy, због којег је издавач Јозеф Милослав Хурбан осуђен на три месеца затвора